# Lerntransfer
Lerntransfer beschreibt die Fähigkeit, eine gelernte Problemlösung auf eine andere, vergleichbare Situation zu übertragen. Durch Lernen erworbenes Wissen über konkrete Gegenstände oder Zusammenhänge kann auf ähnliche Phänomene angewendet werden, indem es verallgemeinert oder abstrahiert wird. Diese Fähigkeit ist nicht auf Menschen beschränkt. Sie kann auch bei maschinellem Lernen, etwa zum Fine-Tuning, genutzt werden. Dieses Übertragen von Wissen auf ähnliche Situationen wird in der Psychologie und Pädagogik als Transfer bezeichnet; (lateinisch: transferre = hinübertragen, übertragen). Hilbert Meyer spricht von Vernetzung.

## Begriffsabgrenzung
Manche Lernprozesse, etwa der altsprachliche und der Instrumentalunterricht, stehen traditionell in dem Ruf, der Entwicklung anderer Kompetenzen besonders förderlich zu sein. Hier muss jedoch differenziert werden zwischen Transfereffekten, die auf die Inhalte und Methoden dieses Unterrichts zurückgehen, und der Einübung guter Arbeitsgewohnheiten. Insbesondere begabte Kinder erwerben, weil sie sich über viele Schuljahre hinweg auf ihre schnelle Auffassungsgabe verlassen, oft keine guten Arbeitsgewohnheiten, wie Fleiß und ein systematisches Vorgehen im Meistern schwieriger Lernstoffe, was sie gegenüber Mitschülern, die von früh an gelernt haben, sich alles hart zu erarbeiten, langfristig benachteiligt. Bei nicht-immersiven Fremdsprachen – ebenso wie beim Instrumentalunterricht – müssen jedoch alle Inhalte hart und explizit erarbeitet werden. Auch hochbegabte Kinder, die in anderen Fächern implizit, d. h. scheinbar mühelos, lernen, können in diesen Disziplinen nur bestehen, wenn sie viel üben und gute Arbeitsgewohnheiten erwerben, die ihnen später freilich auch auf anderen Gebieten nützlich werden.
Bei Transfereffekten werden nicht Arbeitsgewohnheiten eingeübt, sondern bestimmte, im Fach begründete kognitive Fertigkeiten.

## Transferleistung in der Lernpsychologie
In der Lernpsychologie gelten Transferleistungen als Kennzeichen für erfolgreiche Lernprozesse. Ausgehend von einer bestimmten ausgeführten Handlung wird auf die dahinter liegenden Denkvorgänge geschlossen. Dabei kann der Lerntransfer einzelne Elemente betreffen oder die Regeln oder Strukturen eines Lernprozesses. Transferleistungen können systematisch geübt werden, dies zeigt besonders im Erwachsenenalter gute Erfolge.
Um neu erlernte Handlungsabläufe, Aufgaben oder Anwendungssituationen auf eine andere Situation übertragen zu können, muss die neue Situation ähnliche Merkmale aufweisen wie die Lernsituation. Es sind Fähigkeiten erforderlich, eine neue Situation als geeignet zu erkennen, um einen Transfer leisten zu können.
Diese Fähigkeiten sind kognitiver Natur und betreffen das Unterscheidungsvermögen, die Fähigkeit zu verallgemeinern sowie vorausschauend abzuwägen, inwieweit die einzusetzenden Mittel dem erwünschten Zweck dienlich sind. (Fachlich ausgedrückt: Differenzierungs- und Generalisierungsvermögen, sowie vorausschauende Zweck-Mittel-Abwägung)

## Theorien zum Lerntransfer in der Lernpsychologie
Der US-amerikanische Psychologe Edward Lee Thorndike (1930) entwickelte die Theorie der „identischen Elemente“. Nach dieser Theorie findet der Transfer von einer Aufgabe zu einer anderen nur statt, wenn in beiden Aufgaben gemeinsame, identische Wahrnehmungs- und Verhaltenselemente vorhanden sind.
Die Thorndikesche Theorie wurde durch den Psychologen Charles E. Osgood (1949) kritisiert und weiterentwickelt. Er versuchte den Transfereffekt auf der Basis der Ähnlichkeit der Elemente in der Ausgangs- und der neuen Lernsituation darzustellen (Fachlich: als Funktion der Reiz- und Reaktionsähnlichkeit). Nach ihm wurde die „Osgoodsche Transferebene“ benannt.
Der amerikanische Soziologe und Entwicklungspsychologe Charles H. Judd (The Relation of Special Training to General Intelligence, Educational Review 36 (June 1908): 28-42) entwickelte eine Theorie zum Transferwert allgemeiner Lösungsprinzipien. Bei ihrer Anwendung im Unterricht wird ein Lehrplan vorausgesetzt, der auf einem schrittweisen, positiven Transfer von niedrigeren zu höheren Lernebenen aufbaut.

## Einteilung von Lerntransfers
Mit Blick auf das Ergebnis des Transfers wird unterschieden:
- Positiver Transfer: Bereits gelernte Fähigkeiten erleichtern das Erlernen neuer, ähnlicher Fähigkeiten durch hohe Übereinstimmung der früheren mit der neuen Lernsituation. Wer beispielsweise Blockflöte spielen kann, lernt leichter Querflöte.
- Negativer Transfer: hier erschwert oder stört die sogenannte „proaktive Hemmung“ das neu zu Lernende, oder die „retroaktive Hemmung“ beeinträchtigt einen früher gelernten Inhalt durch den später gelernten. Eine Hemmung des vorhandenen auf den neuen Lernstoff findet statt, wenn z. B. ein Autofahrer in einem anderen Land Linksverkehr statt Rechtsverkehr bewältigen muss.
- Nulltransfer: zeigt keinerlei Auswirkung auf das nachfolgende Lernen. Die Person steht ratlos vor einer vergleichbaren Aufgabe oder einer ähnlichen Situation, als wäre sie etwas völlig Neues. Geistig behinderte Menschen leiden häufig an dieser Transferschwäche.

Hinsichtlich der Komplexität des Gelernten wird unterschieden:
- Lateraler Transfer bezeichnet die Anwendung des zuvor Gelernten auf einen Lernstoff gleicher Komplexität (Event 9 bei Robert M. Gagné)
- Vertikaler Transfer bezeichnet die Anwendung des zuvor Gelernten auf einen Lernstoff höherer Komplexität (Kumulatives Lernen)

Ein ähnliches Konzept ist die Reiz-Generalisierung in der Verhaltensbiologie. Sie tritt auf, wenn eine auf einen speziellen Reiz hin erlernte Reaktion auf ähnliche Reize übertragen wird.

## Bereichsspezifischer Lerntransfer

### Geschichtsdidaktik
Gerhard Schneider definiert für den Geschichtsunterricht den Transfer: „die Reaktivierung und Übertragung von bereits Gelerntem und das An- und Verwenden von Kenntnissen, Einsichten, Fähigkeiten, Fertigkeiten, die in früheren Unterrichtszusammenhängen erworben wurden, in neuen Lern- und außerschulischen Lebenszusammenhängen“. Das gilt zum Beispiel für alle Formen des Gegenwartsbezugs und für Längsschnitte. Weiter unterscheidet er vier Formen: Methodentransfer (Lesen einer Geschichtskarte), Inhaltlicher Transfer (Ähnlichkeiten zwischen Ereignissen), Begrifflich-kategorialer Transfer (Basiskonzepte wie Revolution), Transfer zum Verständnis geschichtskultureller Objekte in der Alltagswelt.

### Mathematikdidaktik
Die Mathematikdidaktik beschreibt Lerntransfer als die Möglichkeit, das Ergebnis einer Rechnung benutzen zu können, um auf das Ergebnis einer anderen zurückzuschließen, ohne sie berechnen zu müssen. Liegt Wissen über das Dezimalsystem zugrunde, kann beispielsweise über das Ergebnis der Addition 7+8 direkt auf das Ergebnis der Addition von 17+8 zurückgeschlossen werden.
Die Fähigkeit zu Transferleistungen steht im Gegensatz zum einfachen Reproduzieren von Ergebnissen. Schülern, die an Dyskalkulie leiden, mangelt es häufig an der Fähigkeit, kognitive Transferleistungen zu erbringen.

### Verkehrsdidaktik
Verkehrslernen vollzieht sich wegen der Gefährlichkeit der realen Verkehrsräume weitgehend in Schonräumen. Dazu werden Freiflächen, offizielle Verkehrsübungsplätze, Spielarrangements mit selbst konstellierten Problemsituationen und Lösungsversuchen, Spielgeräte, Spielfahrzeuge, Rollenspiele genutzt. In allmählicher Annäherung an die Gegebenheiten des realen Verkehrs lassen sich dabei die grundlegenden Techniken und Verhaltensweisen einüben. Analog zum Schonraumlernen der schulischen Erziehung wird von der Fähigkeit der Lernenden ausgegangen, physische, psychische und kognitive Lernergebnisse zumindest teilweise in die Realsituation zu übertragen.
Da nicht jede nur denkbare Anforderung und Gefahrensituation geübt werden kann, wird außerdem in Form des Exemplarischen Lernens an ausgewählten Themen gearbeitet. Im Spiel mit dem Verkehrskasper können Verkehrsprobleme aller Art kindgerecht simuliert, diskutiert, analysiert und in praktisches Entscheiden und Handeln umgesetzt werden, wenn dazu auch die Bereitschaft bei den Lernenden entwickelt wird.
Der Transfer von Lernerfolgen in einem bestimmten Lernbereich kann weder in der Schonrauminstitution Schule generell noch in einzelnen Erziehungsbereichen garantiert werden. Er hängt einerseits von verschiedenen sachlichen Faktoren wie der Realitätsnähe oder Übungsintensität und andererseits von Voraussetzungen beim Lernenden wie Intelligenz, Kreativität oder Motivation ab. Sein Erfolg ist auch dem Charakter der Freiheit menschlicher Entscheidungen geschuldet. Seine Annahme ist jedoch pädagogisch und didaktisch unumgänglich.